# Бахрих, Альберт
Альберт Бахрих (нем. Albert Bachrich; 3 августа 1874, Вена — 11 августа 1924, Альтаусзее) — австрийский скрипач. Сын Сигизмунда Бахриха, отец Альберта Бахриха (младшего).

## Биография
Окончил Венскую консерваторию, ученик своего отца, а также Йозефа Максинчака и Йозефа Хельмесбергера-младшего. 
В 1890 году дебютировал в оркестре Венской придворной оперы, в 1890—1923 гг. играл в составе Венского филармонического оркестра.
В 1896 г. основал струнный квартет вместе с тремя братьями Кляйн; коньком Бахриха считалось исполнение музыки Иоганна Штрауса. Одновременно в 1897—1904 гг. играл вторую скрипку в Квартете Розе, где ранее играл и его отец; в составе квартета участвовал, в частности, в премьере «Просветлённой ночи» Арнольда Шёнберга (1902).